# Macrozamia
Macrozamia — рід голонасінних рослин родини замієві (Zamiaceae).
Етимологія: грец. μακρός — «великий, довгий» і лат. Zamia рід замієвих.

## Опис
Більш-менш пальмоподібні, дводомні рослини з зазвичай нерозгалуженим стовбуром з кількома чи багатьма листками. Листя перисте. Листя запушене, принаймні, коли молоде. Молоді рослин можуть значно відрізнятися від дорослих в деталях листя. Насіння від майже кулястого до довгасті або еліптичного, з червоною або, рідше жовтою, оранжевою або коричневою м'ясистою зовнішньою саркотестою.
М. dyeri (до 6.5 м у висоту і 100 см в діаметрі) і М. moorei (до 8 м у висоту і 80 см у діаметрі), є найбільшими видами цього роду.

## Поширення
Австралія: Квінсленд, Новий Південний Уельс, Північна Територія і Західна Австралія. населяє субтропічні і помірно-теплі райони, як правило, росте на бідних ґрунтах в склерофітних громадах.
Вид відомий з олігоцену Тасманії.

## Використання
Більшість частин рослин є токсичними. Різні види несуть відповідальність за отруєння худоби. Насіння отруйне, але аборигени знають, як поводитися з ним, щоб видалити отруту, і таким чином скористатися перевагами великої кількості їжі, наданої однією рослиною. 

## Види
1. Macrozamia cardiacensis P.I.Forst. & D.L.Jones
2. Macrozamia communis L.A.S.Johnson
3. Macrozamia concinna D.L.Jones
4. Macrozamia conferta D.L.Jones & P.I.Forst.
5. Macrozamia cranei D.L.Jones & P.I.Forst.
6. Macrozamia crassifolia P.I.Forst. & D.L.Jones
7. Macrozamia diplomera (F.Muell.) L.A.S.Johnson
8. Macrozamia douglasii W.Hill ex F.M.Bailey
9. Macrozamia dyeri (F.Muell.) C.A.Gardner
10. Macrozamia elegans K.D.Hill & D.L.Jones
11. Macrozamia fawcettii C.Moore
12. Macrozamia fearnsidei D.L.Jones
13. Macrozamia flexuosa C.Moore
14. Macrozamia fraseri Miq.
15. Macrozamia glaucophylla D.L.Jones
16. Macrozamia heteromera C.Moore
17. Macrozamia humilis D.L.Jones
18. Macrozamia johnsonii D.L.Jones & K.D.Hill
19. Macrozamia lomandroides D.L.Jones
20. Macrozamia longispina P.I.Forst. & D.L.Jones
21. Macrozamia lucida L.A.S.Johnson
22. Macrozamia macdonnellii (F.Muell. ex Miq.) A.DC.
23. Macrozamia macleayi Miq.
24. Macrozamia machinii P.I.Forst. & D.L.Jones
25. Macrozamia miquelii (F.Muell.) A.DC.
26. Macrozamia montana K.D.Hill
27. Macrozamia moorei F.Muell.
28. Macrozamia mountperriensis F.M.Bailey
29. Macrozamia occidua D.L.Jones & P.I.Forst.
30. Macrozamia parcifolia P.I.Forst. & D.L.Jones
31. Macrozamia pauli-guilielmi W.Hill & F.Muell.
32. Macrozamia platyrachis F.M.Bailey
33. Macrozamia plurinervia (L.A.S.Johnson) D.L.Jones
34. Macrozamia polymorpha D.L.Jones
35. Macrozamia reducta K.D.Hill & D.L.Jones
36. Macrozamia riedlei (Gaudich.) C.A.Gardner
37. Macrozamia secunda C.Moore
38. Macrozamia serpentina D.L.Jones & P.I.Forst.
39. Macrozamia spiralis (Salisb.) Miq.
40. Macrozamia stenomera L.A.S.Johnson
41. Macrozamia viridis D.L.Jones & P.I.Forst.